# Thereva chillaloensis
Thereva chillaloensis är en tvåvingeart som beskrevs av Lyneborg 1976. Thereva chillaloensis ingår i släktet Thereva och familjen stilettflugor.
Artens utbredningsområde är Etiopien. Inga underarter finns listade i Catalogue of Life.